# Тремль, Забине
Забине Тремль (нем. Sabine Treml; 21 июля 1991, Регенсбург) — немецкая футболистка, полузащитник женского футбольного клуба «Вердер».

## Клубная карьера
Путь в футбол Тремль начала в детской спортивной школе района Кильберг города Регенсбург, в которой находилась до 2004 года. После того как она провела ещё три года в юношеской команде «Лапперсдорф», Забине подписала контракт с профессиональным женским клубом «Регенсбург», который выступал в тот момент во второй Бундеслиге «Юг».
По итогам сезона «Регенсбург» вылетел в Регионаллигу, и потому Тремль предпочла связать себя контрактом с вышедшим в Бундеслигу клубом «Йена». Выбирая между «Йеной» и «Баварией», Забина сделала выбор в пользу тюрингского клуба, мотивировав это следующим образом: «Я уже присмотрела в Йене интернат и школу, а также провела пробную тренировку… Мне всё очень понравилось, и я вижу, что это молодая команда, которая идёт к успеху».
В Бундеслиге 14 декабря 2008 года ей удалось дебютировать в выездном матче против «Гамбурга», завершившимся поражением «Йены» 2:1. Тремль вышла на замену в перерыве вместо "Сандры Шларп. Первый свой гол в этом турнире она забила в 8 февраля 2009 года 10-м туре против «Херфордера», сделав на двадцатой минуте счёт 2:0. Всего в Бундеслиге ей удалось сыграть 29 игр и забить 5 мячей.
Однако, в дальнейшем её начали переводить в резервную команду «Йены», что привело к уходу её из клуба летом 2014 года в «Вердер» во вторую Бундеслигу «Север», заключив с ним годичный контракт.